# 松本茜
松本 茜（まつもと　あかね、1987年11月12日 - ）は、 鳥取県米子市出身のジャズピアニスト。日本大学卒業。

## 略歴
- 4歳からヤマハ音楽教室でピアノを習い始める。
- 小学2年のとき、北村英治のコンサートで、ジャズと出合う。以降独学でジャズの作曲をする。
- 2004年、バークリー音楽大学の学費全額免除の試験に合格（入学せず）。
- 2006年、米子東高校を卒業。日本大学芸術学部放送学科に進学し、主に都内で演奏活動を始める。早稲田大学のモダンジャズ研究会にも参加。
- 2008年、『フィニアスに恋して』でCDデビューを果たす。
- 2010年、日本大学卒業。都内を中心に本格的な演奏活動に入る。
- 2011年、サッポロビール「麦とホップ」のCMソング『Parade of the Wooden Soldiers』を作曲・演奏する。

## ディスコグラフィ

### アルバム
- フィニアスに恋して（2008年5月28日発売／日本コロムビア・COCB-53717）

1. SPEAK LOW
2. STORY
3. BROADWAY
4. SOON
5. SUGAR RAY
6. ALL THE THINGS YOU ARE
7. HALF BLOOD